# NDR Talk Show
Die NDR Talk Show ist nach 3 nach 9 die zweitälteste noch laufende Talkshow im deutschen Fernsehen. Sie wird vom Norddeutschen Rundfunk produziert und von einigen der dritten Programme der übrigen ARD-Anstalten (teilweise zeitversetzt) übernommen. Die Ausstrahlung erfolgt dreimal im Monat freitags von 22:00 bis 0:00 Uhr. Die 700. Ausgabe der NDR Talk Show lief am 21. Juni 2013, die 800. Folge am 28. Juli 2017 und die 1000. Show wurde am 13. Oktober 2023 ausgestrahlt. Die Show wird in den NDR-Studios in Hamburg-Lokstedt aufgezeichnet.

## Geschichte
Die erste Pilotsendung der Talkrunde am 9. Februar 1979 wurde live aus dem Onkel Pö in Hamburg übertragen und von Dagobert Lindlau, Wolf Schneider und Hermann Schreiber moderiert. Neben dem prominentesten Gast, Bundesminister Hans Apel, war auch Hitlers Lieblingsbildhauer Arno Breker geladen, wogegen der Onkel Pö-Wirt protestierte, da er so jemanden nicht in seiner Szenekneipe haben wollte. Am 5. Oktober 1979 lief dann die erste offizielle NDR Talk Show aus dem Studio Hamburg. Von den 86 Moderatoren leiteten Wolf Schneider, Alida Gundlach, Hermann Schreiber, Hubertus Meyer-Burckhardt und Marie-Louise Steinbauer am längsten die zweistündige Sendung. Seit dem 18. Januar 2008 moderieren Barbara Schöneberger und Hubertus Meyer-Burckhardt die Gesprächsrunde.
Seit dem 9. August 2019 trägt die Talkshow Tietjen und Bommes nach dem Ausstieg von Alexander Bommes ebenfalls den Namen NDR Talk Show. Es gibt drei Ausgaben pro Monat. Anfangs wurden zwei Sendungen aus Hamburg mit Schöneberger und Meyer-Burckhardt sowie eine Ausgabe mit Bettina Tietjen und Jörg Pilawa vom Messegelände Hannover produziert. Der vierte Sendeplatz im Monat bleibt 3 nach 9 aus Bremen vorbehalten. Im August 2019 musste Tietjen die erste Sendung allein moderieren, da Pilawa aus persönlichen Gründen nicht zur Verfügung stand. Pilawa feierte am 6. September Premiere mit Bettina Tietjen. Anfang 2020 wurde angekündigt, als Sparmaßnahme die Sendung wieder ausschließlich in Hamburg zu produzieren.
Ab September 2022 moderierte Johannes Wimmer als Nachfolger von Jörg Pilawa gemeinsam mit Tietjen. Nach rund einem Jahr stieg Wimmer wieder aus und moderierte am 17. November 2023 seine letzte NDR Talk Show.
Von September 2019 bis September 2021 lief die Sendung unter dem Begriff TALK am Dienstag auch alle vier Wochen im Ersten im Wechsel mit 3 nach 9, Kölner Treff, Club 1, Hier spricht Berlin und Nachtcafé.

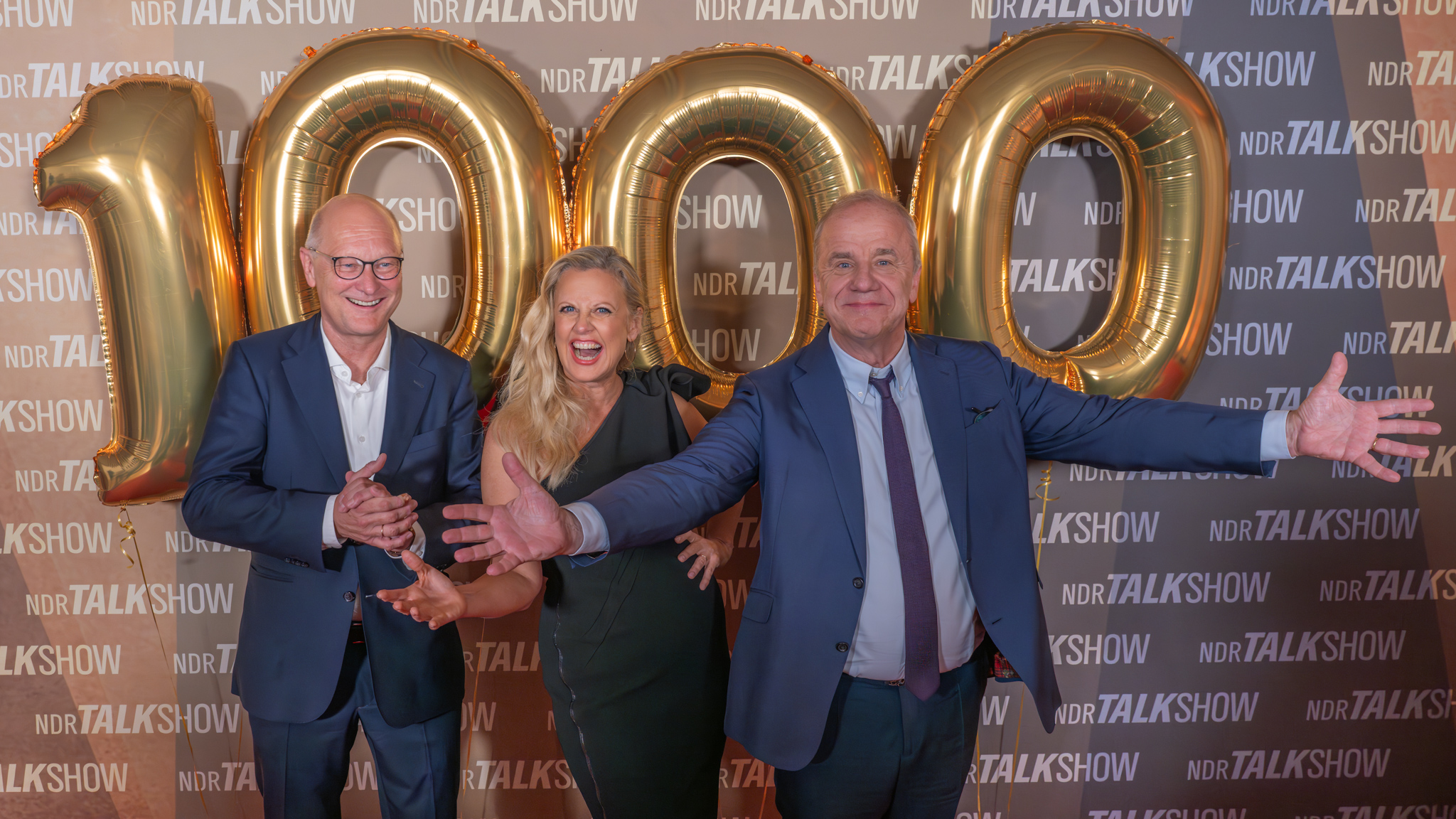
NDR-Intendant Joachim Knuth, Barbara Schöneberger und Hubertus Meyer-Burckhardt zur 1000. Sendung.

Am 13. Oktober 2023 strahlte das NDR Fernsehen die 1000. NDR Talk Show aus. In einer 150-minütigen Livesendung waren bei Barbara Schöneberger und Hubertus Meyer-Burckhardt Günther Jauch, Christoph Maria Herbst, Florian David Fitz, Tim Mälzer, Ina Müller, Lili Paul-Roncalli, Bosse, Carolin Kebekus, Mario Barth sowie Martin Buchholz mit Arzu und Sirin Demir (Herzretter) zu Gast.
Nachdem Johannes Wimmer Ende 2023 ausstieg und noch kein Nachfolger gefunden war, moderierte Bettina Tietjen 2024 die Sendung zunächst einmal monatlich mit einem prominenten Gastmoderator bzw. Gastmoderatorin unter dem Motto „Bettina and Friends“.
Aufgrund eines Warnstreiks der Mitarbeiter des NDR am Pfingstwochenende 2024 konnte die NDR Talk Show am 17. Mai mit Bettina Tietjen und Martin Rütter nur mit Smartphones aufgenommen und live über Instagram gestreamt werden. Im linearen Fernsehen wurde kurzfristig ein Best Of der 1000. Sendung vom 13. Oktober 2023 gezeigt.
Ende November 2024 wurde bekannt, dass Steven Gätjen neuer, fester Moderationspartner von Bettina Tietjen wird. Die erste Sendung des neuen Duos war am 31. Januar 2025.

## Moderatoren (Auswahl)

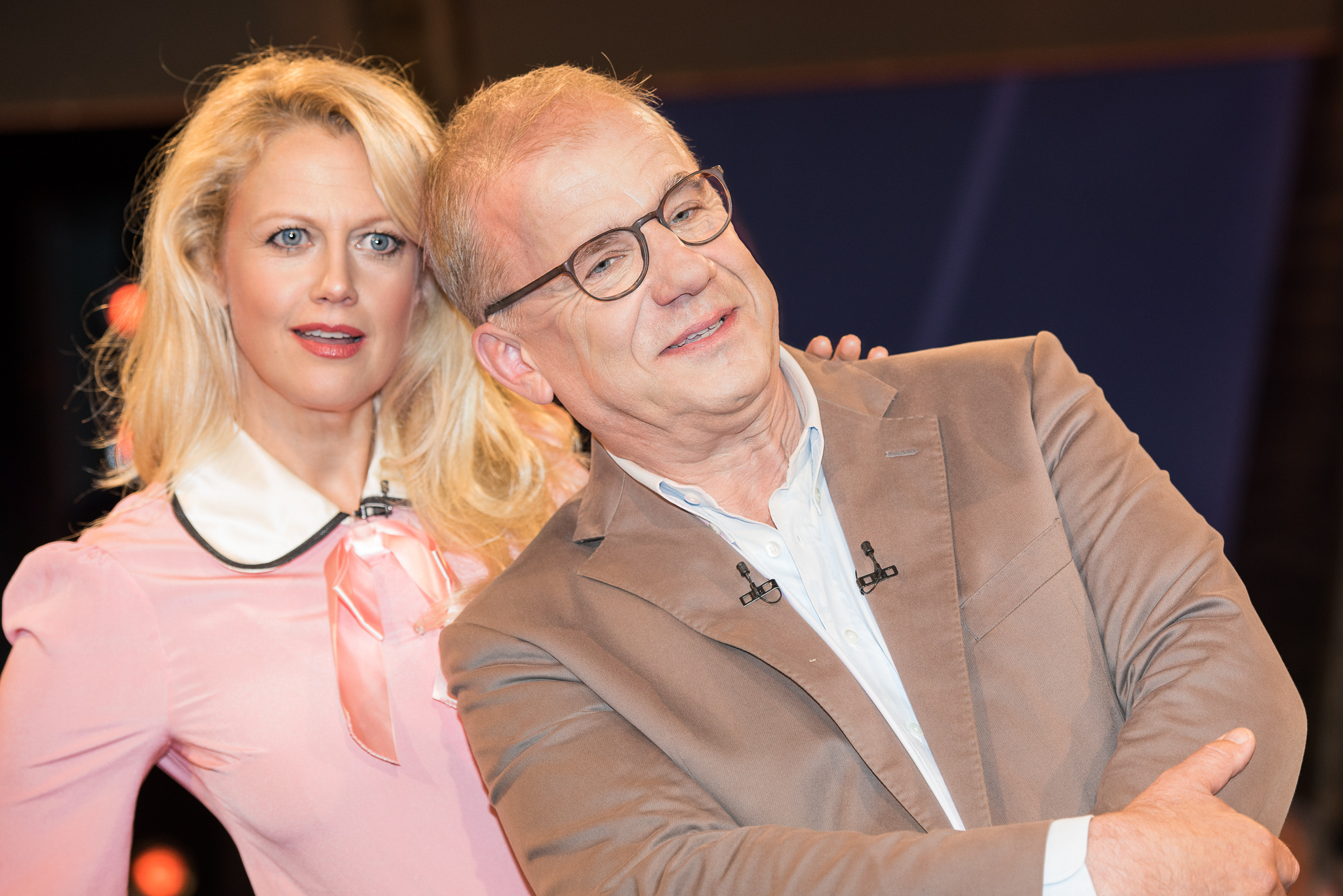
Barbara Schöneberger und Hubertus Meyer-Burckhardt führen seit Januar 2008 gemeinsam durch die Sendung.
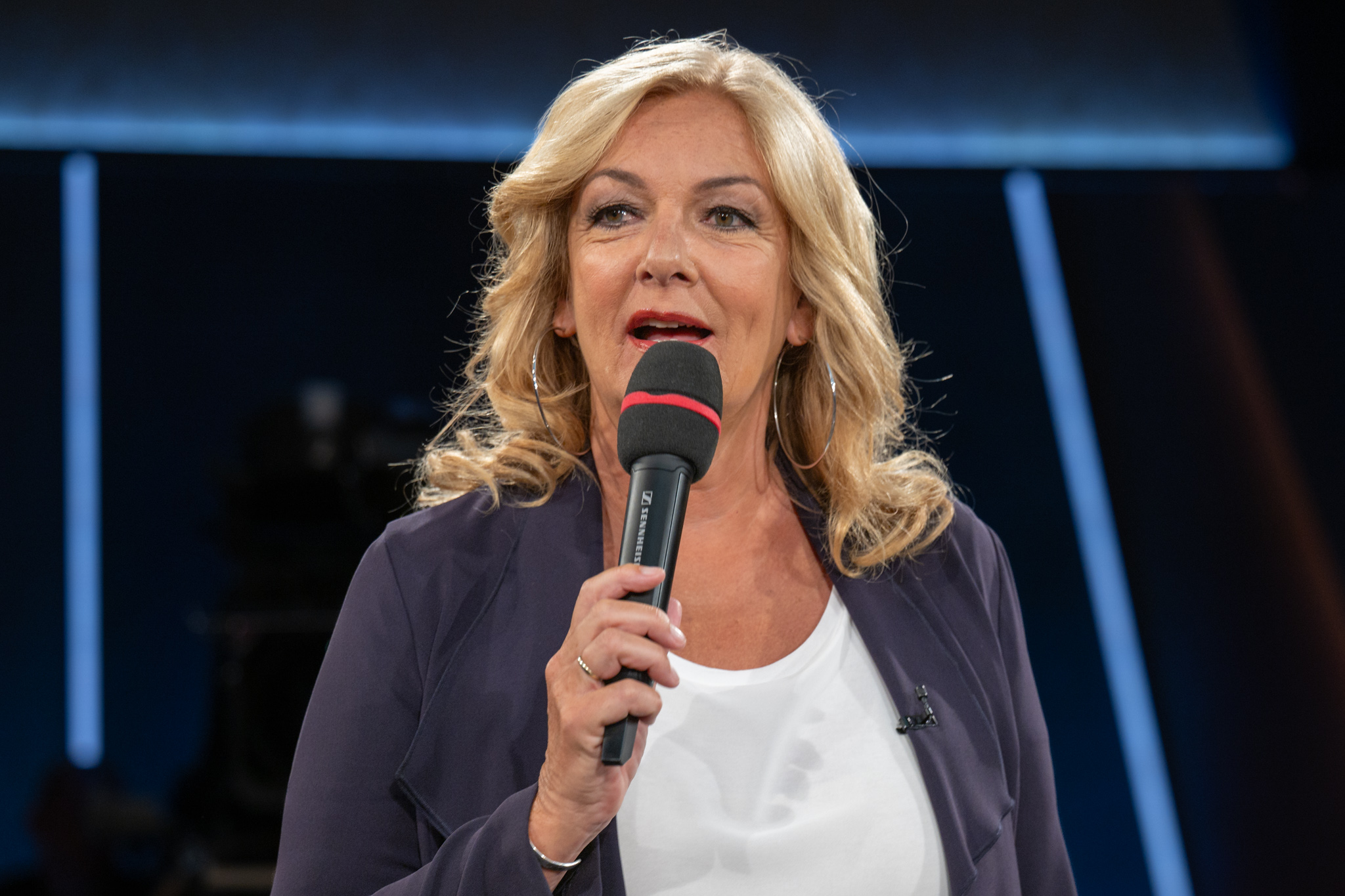
Bettina Tietjen moderiert seit August 2019 die NDR Talk Show.
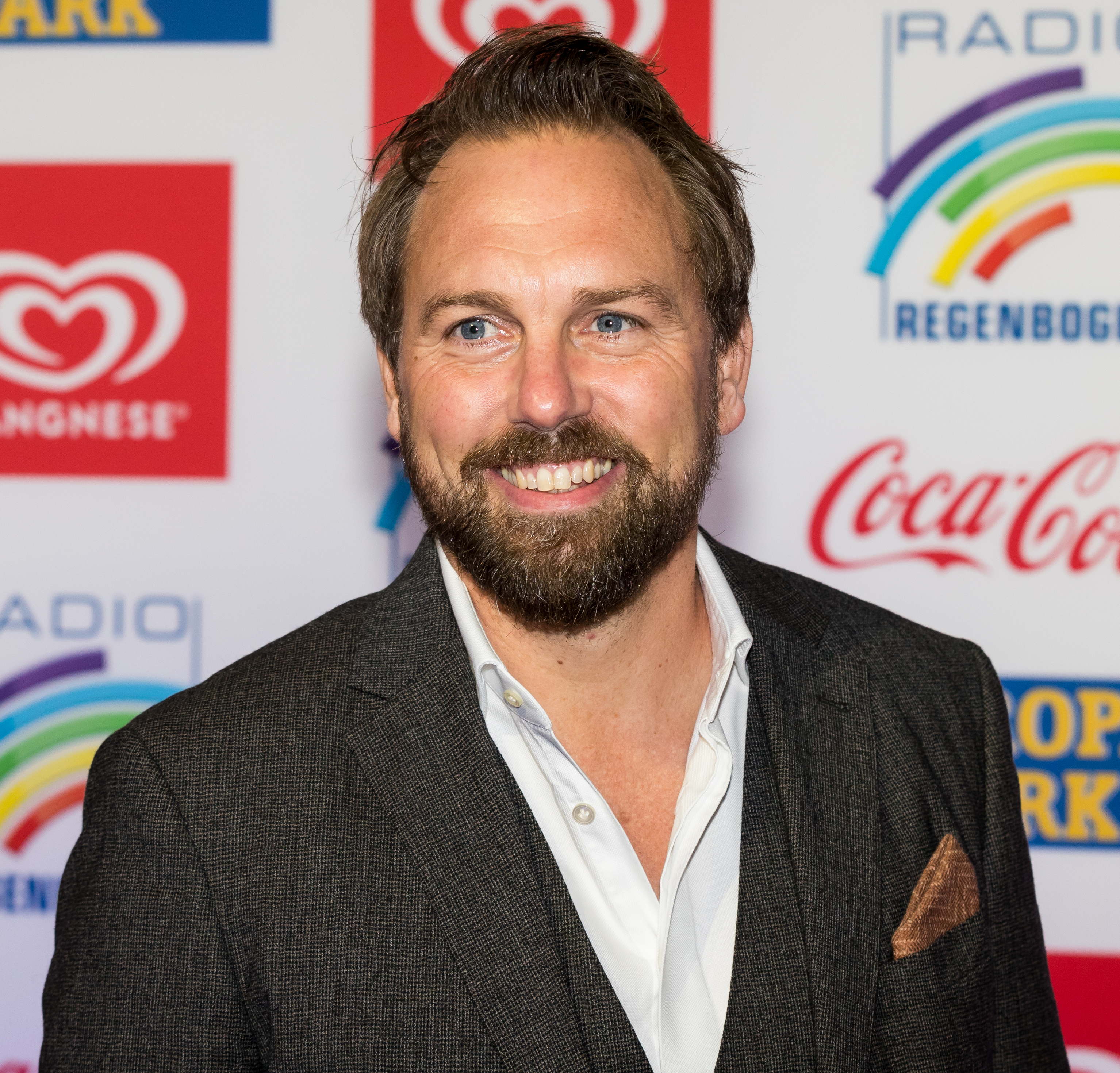
Steven Gätjen moderiert seit Januar 2025 mit Bettina Tietjen.

| Name                      | Einstieg      | Ausstieg      | Sendungen | Tätigkeit        |
| ------------------------- | ------------- | ------------- | --------- | ---------------- |
| Hermann Schreiber         | 9. Feb. 1979  | 13. Aug. 1993 | 141       | Hauptmoderator   |
| Wolf Schneider            | 9. Feb. 1979  | 3. Juli 1992  | 97        | Hauptmoderator   |
| Dagobert Lindlau          | 9. Feb. 1979  | 18. Juni 1982 | 12        | Moderator        |
| Michael Lentz             | 4. Mai 1979   | 11. Sep. 1981 | 7         | Moderator        |
| Reinhard Münchenhagen     | 8. Juni 1979  | 10. Dez. 1993 | –         | Hauptmoderator   |
| Armin Halle               | 5. Okt. 1979  | 10. Aug. 1984 | 25        | Hauptmoderator   |
| Renate Gerhardt           | 25. Juli 1980 | 17. Okt. 1980 | 3         | Moderatorin      |
| Nils von der Heyde        | 11. Sep. 1981 | 9. Okt. 1981  | 2         | Moderator        |
| Franca Magnani            | 2. Apr. 1982  | 28. Aug. 1987 | 2         | –                |
| Marie-Louise Steinbauer   | 8. Juni 1982  | 1. Feb. 1991  | 46        | Hauptmoderatorin |
| Dagmar Berghoff           | 17. Sep. 1982 | 17. Feb. 1984 | 8         | Moderatorin      |
| Gert Kairat               | 20. Feb. 1983 | 20. Feb. 1983 | 1         | Vertretung       |
| Horst-Wolfgang Bremke     | 2. März 1984  | 2. März 1984  | 1         | Vertretung       |
| Liselotte Millauer        | 30. März 1984 | 30. März 1984 | 1         | Vertretung       |
| Wolfram Thomas            | 7. Sep. 1984  | 31. Okt. 1986 | 5         | Moderator        |
| Alida Gundlach            | 14. Sep. 1984 | 22. März 2002 | 220       | Hauptmoderatorin |
| Gerlind Rosenbusch        | 11. Jan. 1985 | 1. März 1985  | 2         | Vertretung       |
| Jobst Plog                | 17. Okt. 1986 | 27. März 1987 | 2         | Vertretung       |
| Holde Heuer               | 28. Aug. 1987 | 28. Aug. 1987 | 1         | –                |
| Margarethe Schreinemakers | 6. Mai 1988   | 6. Sep. 1991  | 40        | Hauptmoderatorin |
| Carlo von Tiedemann       | 13. Jan. 1989 | 17. Feb. 1989 | 2         | Vertretung       |
| Lutz Wolfgram             | 7. Apr. 1989  | 27. Sep. 1991 | 25        | Hauptmoderator   |
| Christine Dähn            | 29. Dez. 1989 | 29. Dez. 1989 | 1         | Vertretung       |
| Jan Hofer                 | 2. März 1990  | 21. Dez. 1990 | 8         | Moderator        |
| Bettina Müller            | 28. Sep. 1990 | 28. Sep. 1990 | 1         | Vertretung       |
| Uwe Bahn                  | 16. Nov. 1990 | 22. Feb. 1991 | 4         | Moderator        |
| Hellmuth Karasek          | 24. Mai 1991  | 18. Okt. 1991 | 6         | Moderator        |
| Catherine Herringer       | 8. Nov. 1991  | 17. Jan. 1992 | 10        | Moderatorin      |
| Dagmar Reim               | 6. März 1992  | 10. Dez. 1993 | 8         | Moderatorin      |
| Judith Schulte-Loh        | 8. Mai 1992   | 24. Sep. 1993 | 14        | Moderatorin      |
| Michael Jürgs             | 25. Sep. 1992 | 3. Dez. 1993  | 12        | Moderator        |
| Steffen Simon             | 1992          | 1992          |           |                  |
| Hubertus Meyer-Burckhardt | 14. Jan. 1994 | Juli 2001     | 100       | Hauptmoderator   |
| Sabine Sauer              | 1994          | 1995          | –         | Moderatorin      |
| Bettina Tietjen           | 2. Feb. 1996  | 27. Feb. 1998 | 3         | Vertretung       |
| Eva Herman                | 24. Okt. 1997 | 30. Okt. 1998 | 2         | Vertretung       |
| Jörg Pilawa               | 2000          | 2007          | –         | Hauptmoderator   |
| Julia Westlake            | 2002          | 2007          | 135       | Hauptmoderatorin |
| Ernst-Marcus Thomas       | 17. März 2006 | 17. März 2006 | 1         | Vertretung       |
| Steffen Hallaschka        | 21. Okt. 2006 | 29. Aug. 2008 | 4         | Vertretung       |
| Hubertus Meyer-Burckhardt | 18. Jan. 2008 | aktiv         | über 400  | Hauptmoderator   |
| Barbara Schöneberger      | 18. Jan. 2008 | aktiv         | über 350  | Hauptmoderatorin |
| Kai Pflaume               | 11. Jan. 2013 | 12. Apr. 2013 | 8         | Vertretung       |
| Ina Müller                | 2. Feb. 2018  | 2. Feb. 2018  | 1         | Vertretung       |
| Guido Maria Kretschmer    | 23. Feb. 2018 | 23. Feb. 2018 | 1         | Vertretung       |
| Anke Harnack              | 22. Feb. 2019 | 22. Feb. 2019 | 1         | Vertretung       |
| Jörg Pilawa               | 12. Apr. 2019 | 12. Apr. 2019 | 1         | Vertretung       |
| Bettina Tietjen           | 9. Aug. 2019  | aktiv         | über 60   | Hauptmoderatorin |
| Jörg Pilawa               | 6. Sep. 2019  | 3. Juni 2022  | 63        | Hauptmoderator   |
| Johannes Wimmer           | 9. Apr. 2021  | 11. März 2022 | 3         | Vertretung       |
| Michel Abdollahi          | 15. Juli 2022 | aktiv         | 4         | Vertretung       |
| Johannes Wimmer           | 16. Sep. 2022 | 17. Nov. 2023 | 15        | Hauptmoderator   |
| Elena Uhlig               | 11. Nov. 2022 | 30. Juni 2023 | 2         | Vertretung       |
| Aminata Belli             | 29. Sep. 2023 | aktiv         | 2         | Vertretung       |
| Sebastian Ströbel         | 19. Jan. 2024 | 19. Jan. 2024 | 1         | Vertretung       |
| Anja Reschke              | 23. Feb. 2024 | 23. Feb. 2024 | 1         | Vertretung       |
| Julia-Niharika Sen        | 22. März 2024 | 22. März 2024 | 1         | Vertretung       |
| Guido Maria Kretschmer    | 19. Apr. 2024 | 19. Apr. 2024 | 1         | Vertretung       |
| Martin Rütter             | 17. Mai 2024  | 4. Okt. 2024  | 2         | Vertretung       |
| Steven Gätjen             | 12. Juli 2024 | 12. Juli 2024 | 1         | Vertretung       |
| Laura Larsson             | 9. Aug. 2024  | 9. Aug. 2024  | 1         | Vertretung       |
| Atze Schröder             | 1. Nov. 2024  | 1. Nov. 2024  | 1         | Vertretung       |
| Esther Sedlaczek          | 29. Nov. 2024 | 29. Nov. 2024 | 1         | Vertretung       |
| Steven Gätjen             | 31. Jan. 2025 | aktiv         | –         | Hauptmoderator   |

## Skandale
- 1985 stürmten Randalierer während der Sendung die Talkrunde, als N3 (heute: NDR Fernsehen) vom Hamburger Fischmarkt sendete. Kurze Zeit später wurden die Randalierer vom Sicherheitspersonal entfernt.
- 1985 fragte der Schauspieler Klaus Kinski die Moderatorin Alida Gundlach immer wieder nach ihrer Unterwäsche.
- 1987 enthüllte die italienische Pornodarstellerin Ilona Staller ihren Busen vor laufender Kamera.
- 1992 kam es in der Talkshow zu einer Auseinandersetzung zwischen der Politikerin Angela Merkel und der Schriftstellerin Karin Struck. Struck, erbost über die Diskussion der anderen über das Thema Abtreibung, riss sich das Mikrofon vom Körper, schleuderte es ins Publikum und warf ein gefülltes Glas Rotwein hinterher. Das Glas traf eine Zuschauerin. Dann verließ Struck das Studio.
- 2015 wurde der Literaturkritiker Hellmuth Karasek in einer besonderen Ausgabe der NDR Talk Show von Guido Cantz im Rahmen der Sendung Verstehen Sie Spaß? reingelegt.[16]

## Trivia
Die Sendung wird Live-on-Tape produziert. Eintrittskarten werden aufgrund der hohen Nachfrage nur über eine Warteliste, verbunden mit mehreren Jahren Wartezeit, vergeben.
Im Oktober 2020 bekam die Sendung einen Ableger, der explizit für die ARD Mediathek produziert wird und 20- bis 30-Jährige ansprechen soll. Der Titel der Sendung ist deep und deutlich.